# 约克角半岛

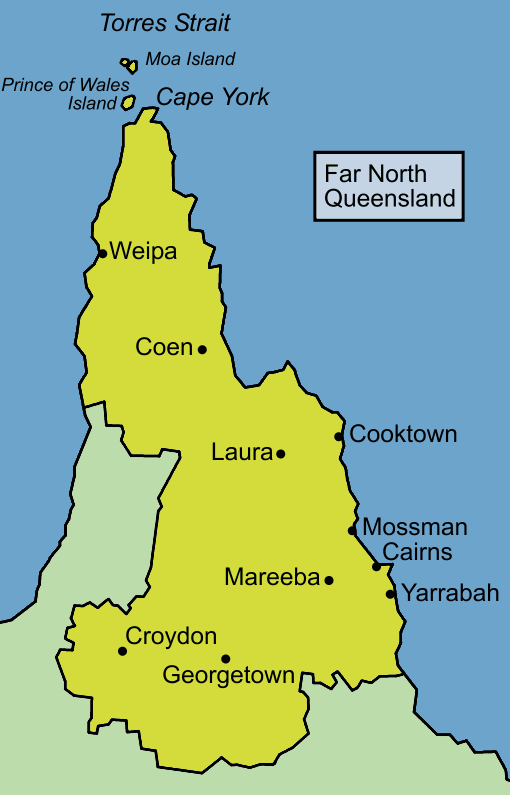
遠北昆士蘭（Far North Queensland）涵蓋大部分约克角半岛。圖上方顯示「Cape York」位置即约克角，是澳大利亚大陆的极北点。

约克角半岛（英語：Cape York Peninsula）是澳大利亚東北部昆士兰州的一个半岛，其北端约克角是澳大利亚大陆的极北点。该半岛在1770年由英国航海家詹姆斯·库克以约克公爵的封号命名。
约克角距新几内亚岛约140公里，两地由托雷斯海峡相隔。半岛以西是卡奔塔利亚湾，以东则是珊瑚海。半岛总面积约为137,000平方公里，人口约18,000，其中大部分是原住民和托雷斯海峡群岛人。

## 地形
受到侵蚀活动影响，约克角半岛地势平坦，东部有一些低矮山丘，其中海拔最高的是铁山脉（Iron Range），以其不寻常的热带雨林闻名。与澳大利亚其他地区相比，约克角半岛的土地较为贫瘠，土壤几乎全部红土化。因为土壤状况恶劣，该区人迹稀少。半岛西部低地有很多流向卡奔塔利亚湾的河流。

## 气候
约克角半岛属热带季风气候，11月起至翌年4月为雨季，5月起至10月则为旱季。该区高地年平均气温低至18摄氏度，西南部地低则高至27摄氏度，高于40或低于5摄氏度的气温较为罕见。
半岛全年降水量高，铁山脉的年降水量在2000毫米以上，南部韦帕以北则低至700毫米。